# 김우석 (1936년)
김우석(金佑錫, 1936년 10월 15일~2013년 9월 11일)은 대한민국 언론인, 기업인, 정치인이다. 제13대 국회의원을 지냈다.

## 학력
- 진해중학교 졸업
- 마산상업고등학교 졸업
- 동아대학교 법과대학 법학 학사
- 부산대학교 경영대학원 경영학 석사
- 연세대학교 행정대학원 행정학 석사

## 경력
- 부산문화방송 보도국장
- 대한통운 대구•인천지점장
- 대양운수 사장
- 옥포공영 사장
- 통일민주당 총재특보
- 통일민주당 공해대책위원장
- 제13대 국회의원
- 국회 행정위원회 간사
- 민주자유당 대표최고위원 비서실장
- 한국토지개발공사 사장
- 건설부 장관
- 내무부 장관
- 대한건설진흥회 고문

## 역대 선거 결과
|  | 24.54% |

|  | 31.35% |

|  | 45.33% |

|  | 29.60% |

## 같이 보기
- 송파구 갑
- 서울 송파구의 국회의원
- 대한민국의 국토교통부 장관
- 대한민국의 행정안전부 장관